# Zikmund Rakowski
Zikmund Rakowski (* 5. listopadu 1944, Hnojník) je český geolog a geotechnik.

## Biografie
V roce 1967 absolvoval VŠB Ostrava, obor geologie. Do roku 1982 pracoval v OKD, byl vedoucím odboru geomechaniky pro ostravsko-karvinský uhelný revír. Podílel se významně na zavedení systému prevence proti horským otřesům a erupcím uhlí a plynů v těchto dolech. V roce 1981 obhájil vědecký titul CSc. Spolu s kolektivem obdržel v roce 1982 státní cenu za nové poznatky o erupcích uhlí a plynů a výrazné snížení ohrožení zdraví a životu horníků v uhelných dolech.
Je autorem řady publikací a také skript pro postgraduální inženýrské studium. V letech 1982-96 pracoval v Ústavu geoniky Akademie věd České republiky v Ostravě, nejprve jako vedoucí oddělení geomechaniky a pak jako zástupce ředitele ústavu. Je autorem definice geoniky, jako vědy zabývající se reakcemi horninového prostředí na antropogenní činnosti. Organizoval uznávané mezinárodní konference GEOMECHANICS 91, GEOMECHANICS 93, GEOMECHANICS 96, jejichž sborníky editoval a vydal ve vydavatelství BALKEMA Rotterdam. Od roku 1996 se zabývá technologiemi využití geomříží v geotechnice a dopravním stavitelství. Jako generální manažer firmy Tensar International se zasloužil o zavedení a rozšíření této technologie v celé východní Evropě. V současné době je expertem v ISO Technical Committee 221 a CEN Technical Committee 189 a členem International Geosynthetical Society Technical Committee Stabilisation. Publikuje na mezinárodních konferencích.
V emeritním věku se věnuje problematice polské menšiny na Těšínsku. Je iniciátorem a hlavním autorem dokumentu Wizja 2035, která formuluje strategii rozvoje polské menšiny v následujících 20 letech.